# Amegilla cana
Amegilla cana är en biart som först beskrevs av Walker 1871.  Amegilla cana ingår i släktet Amegilla och familjen långtungebin. Inga underarter finns listade i Catalogue of Life.